# Титанијум
Титанијум (Ti, лат. titanium) метал је B групе познате и као група прелазних метала. Има 22 изотопа чије се атомске масе налазе између 41 do 53. Изотопи од 46 до 50 су постојани. То је сјајни прелазни метал, сребрнасте боје, мале густине али веома велике чврстоће. Доста је отпоран на корозију у морској води, златотопки и хлору.
Титанијум је открио Вилијам Грегор 1791. у Корнволу, Велика Британија, а име му је дао Мартин Хајнрих Клапрот по Титанима из грчке митологије. Елемент се јавља унутар бројних минералних депозита, углавном као рутил и илменит, који су широко распрострањени у Земљиној кори и литосфери, а има га и у готово свим живим бићима, стенама, водотоковима, морима и земљишту. Метал се добија из својих основних минералних руда помоћу Кроловог и Хантеровог процеса. Његово најчешће једињење, титанијум диоксид је фотокатализатор, а користи се и за производњу белих пигмената. Друга једињења су титанијум тетрахлорид (4), који је састојак димних завеса и катализатор и титанијум трихлорид (3), који се користи у производњи полипропилена као катализатор.
Титанијум се може легирати, између осталих, и са гвожђем, алуминијумом, ванадијумом и молибденом, дајући врло јаке али лаке легуре погодне за авионске и аеронаутичке апликације (млазне моторе, ракете и свемирске летелице), војне и индустријске процесе (хемикалије и петрохемикалије, постројења за десалинизацију, производњу папира), као и за бројне апликације у аутоиндустрији, прехрамбеној индустрији, медицинским протезама, ортопедским имплантатима, зубним и ендодонтским инструментима, зубним имплантатима, спортској опреми, накиту, мобилним телефонима и другим.
Две најкорисније особине овог метала су отпорност на корозију и најбољи однос између чврстине и густине од било којег другог металног елемента. У нелегираном облику, титанијум је чврст попут неких врста челика, али је много мање густине. Постоје два алотропска облика и пет природних изотопа овог елемента, од 46 до 50Ti, међу којима је 48Ti најраспрострањенији (73,8%). Иако имају исти број валентних електрона и налазе се у истој групи периодног система елемената, титанијум и цирконијум се знатно разликују по многим хемијским и физичким особинама.

## Историјат
Титанијум је открио аматерски геолог и клерик Вилијам Грегор (у то време на месту викара жупе Крид) 1791. године као инклузију у једном минералу из Корнвола (Велика Британија). Грегор је опазио присуство новог елемента у илмениту када је пронашао црни песак у водотоку у суседној жупи Манакан, при чему је магнет могао привлачити тај песак. При његовој анализи, открио је присуство два метална оксида: гвожђе оксида (што је објашњавало привлачење магнета) док 45,25% белог металног оксида није могао да идентификује. Након што је схватио да непознати оксид садржи метал који до тада није био откривен, Грегор је извештај о свом открићу послао Краљевском геолошком друштво Корнвола те немачком научном часопису Crell's Annalen.
Приближно у исто време Франц-Јозеф Милер је добио сличну супстанцу, али је није могао идентификовати. Оксид су поновно открили 1795. године, независно један од другог, пруски хемичар Мартин Хајнрих Клапрот у рутилу из села Бојнка (немачки назив непознатог топонима у Мађарској). Клапрот је открио да он садржи нови елемент којем је дао име по Титанима из грчке митологије. Након што је чуо о Грегоровом ранијем открићу, добавио је узорак манаканита те потврдио да и он садржи метал титанијум.
Тренутно познати процеси за издвајање титанијума из разних његових руда су претежно скупи и захтевају много рада. Није могуће редуковати руду загревајући је са угљом (као што се то ради са жељезом), јер се титанијум спаја са угљеником градећи титанијум карбид. Чисти метални титанијум (99,9% чистоће) први је добио Матју А. Хантер 1910. године при Политехничком институту Ренслер тако што је загрејавао TiCl4 у присуству натријума при температури од 700–800 °C и високом притиску током серијске производње познате као Хантеров процес. Метални титанијум се није користио изван лабораторије све до 1932. када је Вилијам Јастин Крол показао да се титанијум може произвести редукцијом титанијум-тетрахлорида (TiCl4) у присуству калцијума. Осам година касније, он је побољшао тај процес тако што је користио магнезијум или чак калијум, па је тај процес по њему и добио име Кролов процес. Иако су настављена истраживања о ефикаснијим и јефтинијим процесима (као што су ФФК Кембриџ, Армстронгов процес и др), Кролов процес се и данас користи за комерцијалну производњу овог метала.
Титанијум веома великог степена чистоће добијен је у малим количинама када су Антон Едуард ван Аркел i Јан Хендрик де Бер открили јодид односно процес кристалне полуге 1925. године, тако што су реакцијом са јодом добили паре које су се распале превођењем преко врелог филамента, дајући чисти метални титанијум.
Током 1950-их и 1960-их, Совјетски Савез је предводио свет у коришћењу титанијума у војне сврхе, нарочито за подморнице (класе подморница "Алфа" и "Мике" - К-278 Комсомолетс) као део совјетских хладноратовских војних програма. Почев од раних 1950-их, титанијум се у знатној мери почео користити у војној авиоиндустрији, у највећој мери за млазне авионе високих перформанси, на почетку код Ф-100 Супер сејбр, затим и авиона попут Локид А-12 te СР-71.
Препознајући стратешку важност титанијума, Министарство одбране Сједињених Америчких Држава (ДоД) подржало је првобитне напоре његове комерцијализације. У доба Хладног рата, америчка влада је титанијум сматрала стратешким материјалом, те су огромне залихе титанијумског „сунђера” складиштене у Националном центру за складиштење војног материјала, из којег је већи део залиха избачен тек 2000-их. Према подацима из 2006. године, највећи светски произвођач, руска компанија ВСМПО-Ависма, имала је приближно 29% удела у светској производњи овог метала. У 2015. титанијумски „сунђер” се производио у шест земаља света (поређано по количини): Кина, Јапан, Русија, Казахстан, САД, Украјина и Индија.
Америчка агенција за пројекте напредног истраживања из области одбране (ДАРПА) је 2006. дала подстицај конзорцијуму од две компаније у висини од 5,7 милиона УС$ у циљу развитка новог процес добијања металног праха титанијума. Под високим притиском и температуром такав прах се може користити за добијање снажних, али врло лких предмета, у распону од аеронаутичких компоненти, тенковских оплата те сировина за хемијску индустрију.
Научници са Америчког националног института за стандарде и технологију (НИСТ) и хемијске корпорације Афтон су 2008. године објавили резултате истраживања о додавању титанијумових једињења у погонска горива, где та једињења граде слојеве отпорне на хабање, реда величине у нанометрима, на површинама осетљивих делова мотора, што имплицира њихову употребу као погодну замену за ранија једињења, штетна по околину. Титанијум је такође и један од кандидата којим би се могла заменити отровна једињења фосфора, која се налазе у већини погонских горива и мазива.

## Налажење
Заступљен је у земљиној кори у количини од 5000 ppm (ang. parts per million), у облику минерала: илменита, рутила и титанита. Иако се сматра ретким елементом, без обзира што се његове концентроване наслаге ретко налазе, он је отприлике десети елеменат по заступљености у природи, а од метала су заступљенији само алуминијум и гвожђе. Јавља се у облику оксида, , свог најважнијег једињења и то као рутил (тетрагоналан), брукит (орторомбичан) и анатас (тетраромбичан).

## Добијање
Најчешће се добија из руде рутила. Рутил се претвара у титанијум-тетрахлорид хлоровањем у присуству угљеника у стубовима обложеним циглама при температури од 700 °C-1000 °C.
Титанијум-тетрахлорид се редукује металним магнезијумом или натријумом у атмосфери аргона на 700  °C. Дестилација у вакууму или испирање са 2% азотном киселином омогућава да се добије метал без магнезијума или натријума, али је он тада у облику финих гранула. Производња метала у блоковима или сличним облицима је тешка јер на високим температурама које су потребне за топљење (1665  °C) титанијум лако реагује са кисеоником и азотом из ваздуха и са облогом пећи. Блокови се праве топљењем у лучним електричним пећима под смањеним притиском у теглама од бакра које се хладе водом.

## Особине
Титанијум је специфично лак и мекан метал, а по хемијским особинама личи на силицијум. На кисеонику уз загревање сагорева дајући титанијум-диоксид. Са азотом на 800  °C гради нитрид TiN. Киселине не делују лако на њега. Врућа разблажена сумпорна киселина са њим даје сулфат уз издвајање водоника, а концентрована дисулфат уз издвајање сумпор-диоксида. Азотна киселина га претвара у титанијумову киселину . Позната је постојаност титанијума према корозији посебно према морској води, па је нашао примену и у бродоградњи.

## Једињења
Гради једињења у којима му је оксидациони број +2, +3 и +4. Његово најважније једињење је титанијум-диоксид, али су познати и TiO и .

## Значај
Елементарни титанијум није отрован, али неке његове соли јесу. 
Легуре титанијума су веома лаке и механички издржљиве - посебно на развлачење и због тога се користе у авио-индустрији, а такође и за прављење бицикала и других спортских справа. Легуре титанијума имају много боље особине од легура алуминијума али су од њих знатно скупље те су због тога мање заступљене. Титанијум-диоксид се користи као додатак за избељивање у пастама, прашковима и фарбама.